# 洛馬斯嶺
64°22′S 57°35′W / 64.367°S 57.583°W
洛馬斯嶺（英語：Lomas Ridge）是南極洲的山嶺，位於葛拉漢地的詹姆斯羅斯島東南部，處於傑福德角和烏龜山之間，長3公里，以英國探險隊的地質學家命名，現時由南極條約體系管理。